# Familjen (bok)
Familjen är en bok skriven av Johanna Bäckström Lerneby, utgiven 2020, som problematiserar framväxten av kriminella klanstrukturer i Sverige, med särskilt fokus på utvecklingen i Angered i Göteborg.
Bäckström Lerneby gjorde 2017 ett reportage i Aftonbladet med rubriken "Så kontrollerar familjen en hel förort". Boken Familjen är en fortsättning på det arbetet. Författaren har under många år intervjuat medlemmar av den stora släkten Ali Khan, i boken kallad Al Asim, som har sin bas i Göteborgsområdet. I boken beskriver hon släktnätverkets delaktighet i och inflytande över kriminaliteten i området. Boken bygger även på intervjuer med bland andra poliser och andra myndighetspersoner, mailväxling, domar med mera.

## Mottagande
Boken beskrevs av Maria Schottenius i DN som "en bragd, ett enastående journalistiskt arbete som måste få genomgripande betydelse". Tidningen Proletärens recensent kallade boken för viktig läsning. Professorerna Bo Rothstein och Peter Esaiasson vid Göteborgs Universitet berömde Familjen och påpekade det anmärkningsvärda i att upplysningarna kommer ifrån en journalist och inte forskare på myndigheter som har som uppdrag att undersöka ämnet IMER - Internationell migration och etniska relationer, som till exempel Delegationen för migrationsstudier.

## Utgåva
- 2020 –  Familjen. Stockholm: Mondial. Libris 5gz6mx6q3x89h7fj. ISBN 9789189061156